# Doom – Das Brettspiel
Doom – Das Brettspiel ist ein Brett- und Strategiespiel der amerikanischen Spieleautoren Christian T. Petersen und Kevin Wilson. Es ist eine Brettspielumsetzung des bekannten Computer- und Videokonsolenspiel Doom aus dem Jahr 1993. Das Spiel für zwei bis vier Spieler (im Teammatch bis zu 6 Spieler) ab zwölf Jahren. Es ist im Jahr 2004 unter anderem in Englisch und Deutsch sowie in weiteren Sprachen beim Spieleverlag Fantasy Flight Games und beim Heidelberger Spieleverlag erschienen.

## Spielweise und Ausstattung
Doom ist ein taktisches semikooperatives Kampfspiel, ein so genannter „Dungeon Crawler“, in dem es darum geht, auf einer Marsstation eindringende Dämonen zurückzudrängen. Nur drei Marines stellen sich gemeinsam den Eindringlingen entgegen und versuchen, sich durch die unterwanderte Station zu einem Rettungsschiff durchzukämpfen.

### Spielmaterial
Das Spielmaterial besteht neben der Spielregel aus:
- 4 Übersichtskarten
- 66 Plastikfiguren
- 6 Kampfwürfel
- 66 Invasorenkarten
- 18 Marineskarten
- 1 Kompassplättchen
- 3 Ausrüstungsübersichten
- 58 Spielplanteile
- 14 Türen mit Ständer
- 18 Hindernisplättchen
- 3 Schlüsselplättchen
- 6 Begegnungsplättchen
- 6 Teleporterplättchen
- 30 Wundenplättchen
- 15 Rüstungsplättchen
- 10 Marinesbefehlsmarker
- 113 Ausrüstungsplättchen
- 1 Szenarienbuch

### Vorbereitungen
Zu Beginn des Spiels muss vom Spielleiter, dem Overlord, mittels einzelner Spielplanteile der Raumstation der Startbereich eines Szenarios aufgebaut werden. Der Overlord spielt die Invasoren, die anderen Spieler die Figuren der Marines. Die Marines stellen sich aus unterschiedlichen Eigenschaften ihre Charaktere zusammen.

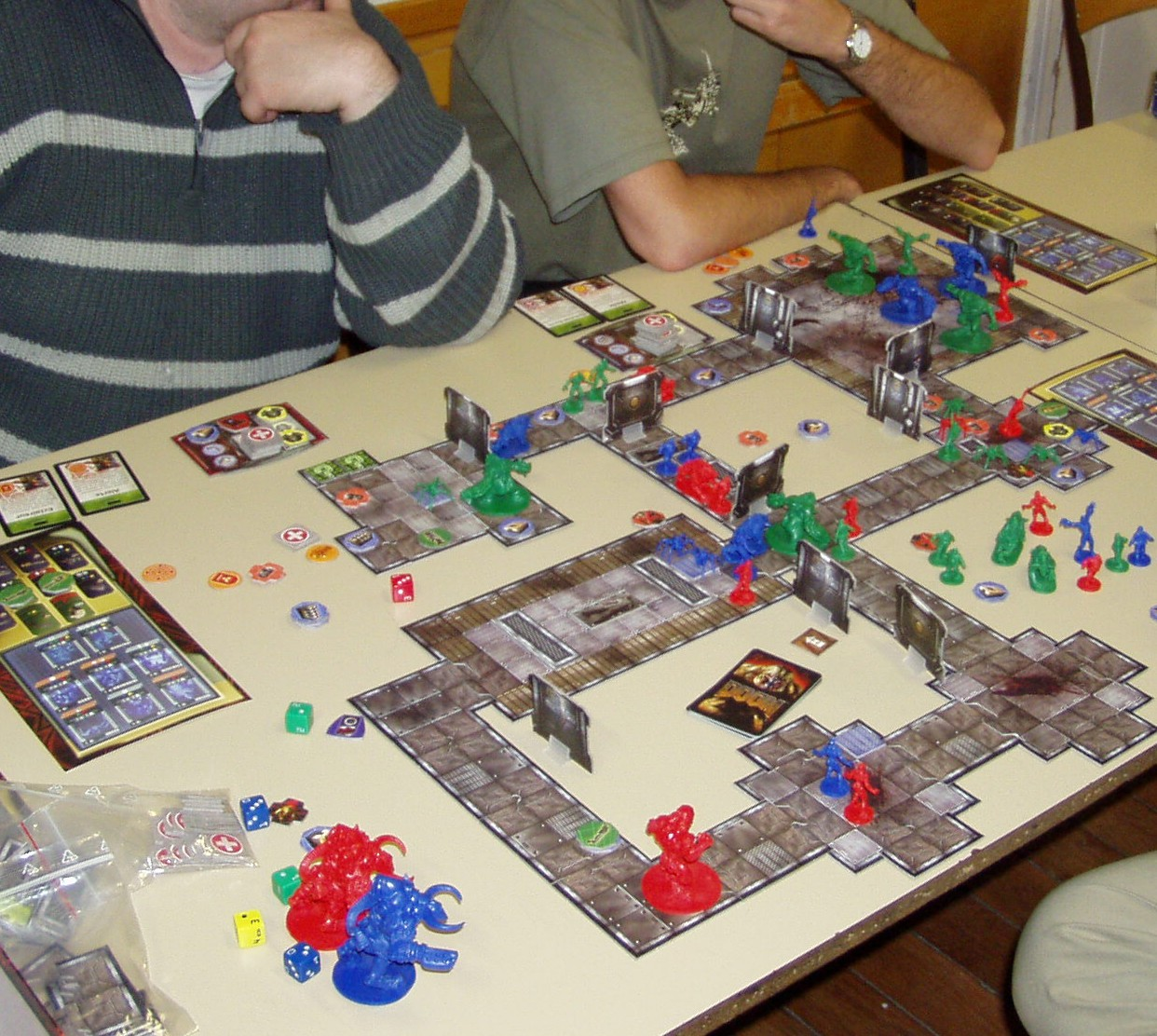
Spielübersicht

### Spielverlauf
Das Spiel wird über mehrere Runden gespielt, in denen sich die Marines und der Invasor abwechseln und die folgenden Aktionen ausführen können:
- Bewegung
- Schießen
- Gegenstände aufnehmen
- Gegenstand weitergeben
- Türen öffnen/schließen
- Invasorenkarte spielen (nur der Invasor)

Als Gegenstände können die Marines Waffen, Munition, Medi-Packs und Schlüssel für Türen einsammeln, um diese für die Kämpfe und die Rätsel zu nutzen. Sofort wenn ein unbekannter Bereich betreten wird, unterbricht der Overlord das Spiel kurz, baut die neuen sichtbaren Räume, Monster und Gegenstände mittels des Szenarios auf, liest aus dem Szenarienbuch vor und spielt in seinem Zug auch die neu hinzugekommenen Dämonen. Mittels der Invasorenkarten kann der Spieler des Overlords weitere Ereignisse ausführen, oder neue zusätzliche Monster erscheinen lassen.

### Spielende
Das Spiel endet mit einem Sieg durch die Marines, sobald diese den Ausgang gefunden haben, oder sobald die Invasoren sechsmal die Marines töten. Wenn die Marines siegen, können sie das nächste Szenario spielen, ansonsten müssen sie es wiederholen.

### Erweiterung
Zum Spiel wurde 2005 eine Erweiterung namens Doom: Erweiterung veröffentlicht.

## Ausgaben und Bewertung
Das Spielmaterial mit 66 aus den Computerspielen bekannten Miniaturen und zahlreichen Spielkarten und Markern ist für ein Brettspiel sehr umfangreich. Die thematische Umsetzung des Computerspiels gilt als sehr gelungen. Mit dem dynamischen Spielfeldaufbau durch die verschiedenen Szenarien, spielt sich Doom - Das Brettspiel genau wie das Computerspiel in verschiedenen Kampagnen. Es ist auch eine Teammatch-Variante spielbar, in der wie im Computerspiel zwei Teams ohne einen Overlord gegeneinander antreten. Das Spiel, und die Erweiterung werden nicht mehr produziert. Eine Neuauflage mit einem mittelalterlichen Thema wurde mit der Descent-Reihe veröffentlicht.
Im Jahr 2017 erschien eine Neuauflage, die sowohl das Design als auch die Spielmechanik änderte. Das Spiel sollte dem Geist der im Jahr 2016 erschienenen Neuauflage der Computerspielfassung von Doom (2016) gerecht werden.

## Belege
1. ↑  Versionen in der Spieledatenbank BoardGameGeek; abgerufen am 27. März 2017.
2. ↑  Erweiterungen in der Spieledatenbank BoardGameGeek; abgerufen am 27. März 2017.